# نورا (آلماتی)
نورا (به قزاقی: Nura) یک منطقهٔ مسکونی در قزاقستان است که در شهرستان تلگر واقع شده‌است. نورا ۴٬۳۲۷ نفر جمعیت دارد.